# 모두에게 해피엔딩
《모두에게 해피엔딩》은 2004년 7월 23일에 MBC에서 방영한 베스트극장이다.

## 등장 인물

### 주요 인물
- 문지윤 : 한철 역
- 조안 : 은채 역

### 그 외 인물
- 김인문 : 박노인 역
- 홍록기 : 강세 역
- 권은아 : 영양사 역
- 안영주
- 문회원
- 김흥수
- 유정석 : 우철 역
- 이옥정
- 이수아
- 강산 (아역)
- 이새롬 (아역)

### 특별출연
- 주석
- 데프콘